# Erioptera setipennis
Erioptera setipennis är en tvåvingeart som beskrevs av Alexander 1956. Erioptera setipennis ingår i släktet Erioptera och familjen småharkrankar.
Artens utbredningsområde är Uganda. Inga underarter finns listade i Catalogue of Life.